# 西脇市立黒田庄中学校
西脇市立黒田庄中学校（にしわきしりつくろだしょうちゅうがっこう）は兵庫県西脇市黒田庄町黒田にある公立中学校である。略称は黒中（くろちゅう）。

## 沿革
当校Webサイトの沿革史より
- 1947年5月15日 - 黒田庄村立黒田庄中学校創立。黒田庄村立黒田庄第一小学校（2023年現在、西脇市立楠丘小学校）に本校、黒田庄村立黒田庄第二小学校（2023年現在、西脇市立桜丘小学校）に陸海分校、黒田庄村立黒田庄第三小学校（1951年、黒田庄村立黒田庄第二小学校に統合）に滝尾分校を設置する。
- 1951年8月15日 -本校を黒田庄村立黒田庄第三小学校跡におく。
- 1953年12月3日 - 北校舎新築が完成。
- 1954年4月8日 - 新校舎にて授業開始（22日新校舎落成式）。
- 1961年5月18日 - 黒田庄村が町制を施行。これにより黒田庄町立黒田庄中学校と改称。講堂（体育館）新築完成。
- 1968年11月 - 運動場拡張2,770平方メートル。校地総面積18,337平方メートル。
- 1982年7月1日 - 新校舎新築起工式。
- 1983年3月 - 校舎・体育倉庫・自転車置場・運動部室が完成。入舎式を行う。
- 1984年3月27日 - 体育館・格技場・プールが完成。竣工式を行う。
- 1997年度 - 創立50周年記念事業（記念碑建立等）を開催する。
- 2005年10月1日 - 西脇市・黒田庄町の合併により西脇市となり、校名を西脇市立黒田庄中学校と改称。
- 2009年1月 - 同窓会記念事業「ふれあいの小径」の整備。

黒田庄地域は少子化による学校小規模化が進行していることから、2024年（令和6年）策定の「西脇市立学校学習環境規模適正化推進計画」では本校は令和9年度をめどに西脇市立西脇東中学校との統合が計画されているが、黒田庄地域の反発が強く令和7年時点では計画の変更が求められている。

## 生徒数
当校Webサイトの生徒数より
| 学 年    | 第1学年 | 第1学年                     | 第1学年                     | 第2学年                     | 第2学年                     | 第2学年                     | 第3学年                     | 第3学年                     | 第3学年                     |
| 学 級    | 男子    | 女子                        | 計                          | 男子                        | 女子                        | 計                          | 男子                        | 女子                        | 計                          |
| 1 組     | 11      | 16                          | 27                          | 17                          | 16                          | 33                          | 17                          | 14                          | 31                          |
| 2 組     | 11      | 16                          | 27                          |                             |                             |                             | 16                          | 14                          | 30                          |
|          |         |                             |                             |                             |                             |                             |                             |                             |                             |
| あすなろ | 0       | 0                           | 0                           | 0                           | 0                           | 0                           | 1                           | 0                           | 1                           |
| わかば   | 2       | 1                           | 3                           | 1                           | 0                           | 1                           | 1                           | 0                           | 1                           |
|          |         |                             |                             |                             |                             |                             |                             |                             |                             |
|          |         |                             |                             |                             |                             |                             |                             |                             |                             |
| 学級数   | 7       | （普通学級5 特別支援学級2） | （普通学級5 特別支援学級2） | （普通学級5 特別支援学級2） | （普通学級5 特別支援学級2） | （普通学級5 特別支援学級2） | （普通学級5 特別支援学級2） | （普通学級5 特別支援学級2） | （普通学級5 特別支援学級2） |
| 生徒数   | 148     | （男子72名 女子76名）       | （男子72名 女子76名）       | （男子72名 女子76名）       | （男子72名 女子76名）       | （男子72名 女子76名）       | （男子72名 女子76名）       | （男子72名 女子76名）       | （男子72名 女子76名）       |

## 部活動
- 野球部
- ソフトボール部
- サッカー部
- 陸上競技部
- 男子ソフトテニス部
- 女子バレーボール部

- 吹奏楽部

## 主な行事
４月…入学式・課題テスト・1学期始業式・対面式・参観日・家庭訪問
５月…修学旅行・部活動参観日・ワクワクオーケストラ
６月…中間テスト・教育実習・連合音楽会・市内総体
７月…期末テスト・三者懇談・東播総体・大掃除・1学期終業式
８月…全校登校日・PTA奉仕作業
９月…2学期始業式・課題テスト・体育大会・市新人大会
10月…市民体育大会・中間テスト・東播新人大会・創立記念日・文化祭
11月…オープンハイスクール
12月…校内マラソン大会・期末テスト・生徒会選挙・三者懇談・大掃除・2学期終業式
１月…3学期始業式・課題テスト・生徒総会・引継式・防災訓練・新入生保護者説明会
２月…学力テスト
３月…学年末テスト・三年生を送る会・卒業式・新入生物品販売・3学期終業式

## 通学区域
以下の小学校の通学区域。おおむね旧黒田庄町区域にあたる。
- 西脇市立楠丘小学校
- 西脇市立桜丘小学校

## 学校関係者
- トータス松本（シンガーソングライター）[6]
- 甲斐野央（プロ野球選手）[7]
- 福戸あや（ABCテレビアナウンサー）[8]

## 周辺
- キリン堂　黒田庄店
- 西脇市立桜丘小学校
- 社会医療法人社団正峰会　大山記念病院
- 本黒田駅
- 荘林山荘厳寺
- 黒田庄グラウンド
- かもめ食堂
- エーコープ　桜丘店　(現在は閉店済み)
- 黒田庄こども園
- 森ノ本珈琲

## 通学区域が隣接している学校
- 西脇市立西脇東中学校
- 西脇市立西脇中学校
- 多可町立中町中学校
- 丹波市立山南中学校